# علی زعیم
علی زعیم، (زاده ۱۷ اردیبهشت ۱۳۴۷ در تهران) نقاش، طراح و گرافیست هنرمند معاصر ایران است.

## زندگی
علی زعیم، فرزند هوشنگ زعیم، در سال ۱۳۴۷ خورشیدی در محلهٔ دریان‌نو شهر تهران به دنیا آمد. او در سال ۱۳۶۲ وارد دبیرستان آزادی محلهٔ ضرابخانه تهران شد. در سال ۱۳۷۱ مدرک کارشناسی خود را در رشته شیمی صنعتی، از دانشگاه آزاد اسلامی دریافت کرد. از سال ۱۳۷۱ الی ۱۳۷۴ به فراگیری نقاشی زیر نظر آیدین آغداشلو پرداخت. وی در سال ۱۳۷۸ با الهام شریفی (دانش‌آموختهٔ رشتهٔ کامپیوتر)، ازدواج کرد و اکنون صاحب یک فرزند پسر به نام «رادین» است. زعیم تحصیلات دانشگاهی خود را در سال ۱۳۷۹ با مدرک کارشناسی ارشد گرافیک، از دانشکده هنر و معماری دانشگاه آزاد اسلامی تهران به پایان رسانید.
نمایشگاه‌های انفرادی و گروهی در ایران و کشورهای دیگرِ جهان، تدریس در شهرهای مختلفِ ایران، آموزش به جوانان، و سفرهای فراوان، از تجربیاتِ این هنرمندِ پرکار است.

## فعالیت‌های تحقیقی و تدریس
علی زعیم از سال ۱۳۷۹ تا کنون در دانشکده‌های هنر دانشگاه تهران، دانشگاه تربیت دبیر شهید رجایی، دانشگاه سوره و دانشگاه آزاد اسلامی به تدریس طراحی، نقاشی و تاریخ هنر به دانشجویان و هنرجویان نقاشی اشتغال دارد.
- ۱۳۷۷ مقاله، سینماگر اسطوره ساز ،آکیرا کوروساوا، ماهنامهٔ فرهنگی و هنری دنیای سخن
- ۱۳۷۷ نقد، زنان صبرا و مردان شتیلا، قطب الدین صادقی، ماهنامهٔ فرهنگی و هنری دنیای سخن
- ۱۳۸۷ مقاله، نمایشگاه هفتاد طرح تابستان، فصلنامه نقد و بررسی کتاب تهران
- ۱۳۸۹ سخنرانی در آکادمی هنرهای تجسمی شهر کیف، اوکراین
- ۱۳۹۰ سخنرانی در دانشگاه هنر تیرانا، آلبانی

## فعالیت‌های فرهنگی، هنری
- ۱۳۷۵ طراح پروژه آسیب شناسی گنبد سلطانیه از طرف پژوهشگاه مرمت سازمان میراث فرهنگی
- ۱۳۷۶ طراحی و اجرای بخشی از سقف اجلاس کنفرانس اسلامی، حافظیه، زیر نظر آیدین آغداشلو
- ۱۳۸۰ مدیر هنری مجله سازمان چاپ و انتشارات، وزارت فرهنگ و ارشاد اسلامی
- ۱۳۸۹ طراحی آثار گرافیک در کتب درسی گرافیک هنرستان

## نمایشگاه‌های انفرادی
- ۱۳۹۵ نمایشگاه تهران،انقلاب مفهومی، گالری اعتماد، تهران، ایران[۲]
- ۱۳۹۳ نمایشگاه آن که مثل من هست، آن که مثل من نیست، گالری اعتماد، تهران، ایران[۳]
- ۱۳۹۰ نمایشگاه آمیزه‌ها، گالری سیحون، تهران، ایران[۴]
- ۱۳۸۹ نمایشگاه طرح جلد کتاب و آمیزه‌ها، خانه هنر اوکراین، کیف، اوکراین
- ۱۳۸۶ نمایشگاه طرح جلد کتاب، خانه هنرمندان ایران، تهران، ایران[۵][۶]

## نمایشگاههای گروهی
- ۱۳۹۵ نمایشگاه گروهی چهارمین جشنواره هنر برای صلح ،خانه هنرمندان ایران،
- ۱۳۹۴ نمایشگاه گروهی نقاشی با عنوان وان میلیون، گالری ثالث
- ۱۳۹۴ نمایشگاه گروهی نقاشی با عنوان میهمانی باغ ایرانی، گالری نیکلاس فلامل، پاریس [۷]
- ۱۳۹۴ نمایشگاه گروهی نقاشی با عنوان ماهی و مرجان، فرهنگسرای نیاوران
- ۱۳۹۴ نمایشگاه گروهی نقاشی با عنوان روزهای جشن، گالری نیکلاس فلامل، پاریس
- ۱۳۹۳ نمایشگاه سی‌وپنج سال طراحی جلد کتاب، خانه هنرمندان ایران، تهران، ایران[۸]
- ۱۳۹۲ مهمانی هنر، دومین نمایشگاه سالانه بزرگان نقاشی و نقاشی خط، خانه هنرمندان ایران، تهران، ایران[۹][۱۰]
- ۱۳۹۱ نمایشگاه طعنه گویی رئالیستی، گالری گلستان، تهران، ایران[۱۱]
- ۱۳۹۰ هشتمین دوسالانه نقاشی موزه هنرهای معاصر تهران، تهران، ایران
- ۱۳۸۹ تیکا، نهاد هنرهای معاصر تیرانا، آلبانی
- ۱۳۸۸ سومین دوسالانه بین‌المللی گرافیک جهان اسلام، مرکز فرهنگی و هنری صبا، تهران، ایران
- ۱۳۸۸ نهمین سه سالانه بین‌المللی پوستر، تویاما، ژاپن
- ۱۳۸۵ نمایشگاه بین‌المللی ادیان توحیدی موزه امام علی، تهران، ایران
- ۱۳۸۵ بیست و دومین دوسالانه جهانی طراحی گرافیک برنو، جمهوری چک
- ۱۳۷۵ چهارمین دوسالانه نقاشی موزه هنرهای معاصر تهران، تهران، ایران

## آثار
علی زعیم در زمینه طراحی گرافیک تا سال ۱۳۹۳ خورشیدی بیش از ۱۳۰ جلد کتاب، ده‌ها پوستر و نشان‌واره طراحی کرده‌است. کارنامه هنری وی تاکنون شامل چهار مجموعه نقاشی بوده و مهم‌ترین مجموعه‌های نقاشی او، آن که مثل من هست،آن که مثل من نیست و آمیزه‌ها می‌باشد.

## نگارخانه

### طراحی جلد کتاب
اسفندماه سال ۱۳۸۶ خورشیدی، نمایشگاه گرافیک علی زعیم شامل هفتاد طراحی جلد کتاب در خانه هنرمندان ایران برپا گردید. این نمایشگاه حاصل فعالیت‌های علی زعیم در حوزه طراحی جلد کتاب برای ناشران مختلف (ثالث، چشمه، توس، مروارید، قطره و نگاه) بوده‌است. وی دربارهٔ برگزاری این نمایشگاه گفته‌است:
«این مجموعه طراحی‌ها اغلب در حوزه ادبیات داستانی، تاریخ، فرهنگ، شعر انجام شده‌اند. در این طراحی‌ها سعی داشته‌ام نگاهی ساده، موجز و مفهوم‌گرایانه داشته باشم و درعین حال نگاهی خاص به مفاهیم طرح و تصویرسازی نگاهی خاص وجود داشته باشد. در طراحی‌های جلد کتاب اغلب از رنگ‌های ساده و یکنواخت در پس زمینه بهره می‌برم و از متن و تصویر به عنوان فرم استفاده می‌شود. همچنین در هر طرح سعی می‌کنم تا ارتباط و احساسی با نویسنده و محتوای کتاب برقرار شود. در طراحی کتاب باید در نظر داشت که این نوع طراحی نگاهی جزئی‌نگر دارد و همانند کار با قلم ظریف است و ارتباط منطقی طراحی حروف با تصویر، همانند تار و پود عمل می‌کند».

### از مجموعه آمیزه‌ها
شهریور ماه سال ۱۳۹۰ خورشیدی، نمایشگاه نقاشی علی زعیم با عنوان آمیزه‌ها (انگلیسی: Fusions) در گالری سیحون تهران برپا شد. علی زعیم دربارهٔ این مجموعه می‌نویسد: «مجموعه نقاشیهای من با عنوان آمیزه‌ها تحت تاثیر هنر پسانوگرا و با گرایش به مسائل تاریخی، فرهنگی و روشنفکرانه به نقد فرایند جهانی شدن می‌پردازد. در این آثار مرز بین برون و درون و پذیرش و واکنش مبهم شده و خارج از نگاه کلیشه‌ای سنت اورینتالیسم امکان گفتگوی خود با دیگران را توسعه می‌دهد. این نوع نگاه به زندگی و اشیا و در نهایت به کاشی‌ها حس نوستالژیک و غمگنانه‌ای است که با فراموشی و فراموش شدگی ستیز دارد؛ و به جاودانگی حضور انسان در مکان و فضا تاکید می‌ورزد که ما تنها به حفظ خاطره آنها دل خوش کرده‌ایم. این مجموعه نقاشیهای آکریلیک روی بوم، آثار هیبریدی و تلفیقی از نمادهای بومی با مدرن در بستر زمان‌های مختلف تاریخی گذشته و دور و نزدیک می‌باشند و آن را در چشم انداز بین‌المللی قرار داده‌اند. در این پیکر بندی‌ها نمادهای تمدن جدید است که همه ما به آن تعلق داریم. فرهنگ‌های گوناگون در کنار هم زندگی می‌کنند و هزار تویی که آگاهی چند فرهنگی روزگار ما را شکل می‌دهد، خواه آن را دوست داشته باشیم، خواه نه؛ و همه آنها هویت ماست و هویت زندگی است و آن را باید زیست. این مجموعه با فاصله گرفتن از تفنن و شوخ‌طبعی‌های این روزهای هنر معاصر شکل گرفته است و به قول استاد عزیزم آیدین آغداشلو نشانه ایست از آزادی هنرمند در برگزیدن».

### از مجموعه آن که مثل من هست، آن که مثل من نیست
شهریور ماه سال ۱۳۹۳ خورشیدی، نمایشگاه انفرادی نقاشی علی زعیم با عنوان آن که مثل من هست،آن که مثل من نیست (انگلیسی: The one who is like me, the one who is not like me) در گالری اعتماد تهران برگزار گردید. زعیم در بیانیه خود می‌نویسد: «زن و از پس آن مرد در بین دومیدان مغناطیسی، همچون ضرب آهنگ یک پاندول، آن که مثل من هست، آن که مثل من نیست.
تمامی آنچه از گذشته وام گرفته می‌شود، مایه افتخار و پیشرفت نیست در این میان سنت گچکاری ایرانی که به جهان کلاسیک غرب تعلق دارد، کارکردهای معنایی و کاربردی خود را از دست داده و همچون فسیلی بازمانده در طول تاریخ از یک فرهنگ به فرهنگ دیگر می‌خزد. این فرم‌های کلاسیک که قرن‌ها جذابیت عصر خود را به رخ می‌کشند، همچون دیگر بخش‌های زندگی سنتی که گویی رهایی از آن ممکن نیست، به شکلی دکوراتیو با جهان معاصر پیوند خورده است.
در آن سوی پارادوکس اشیا با ابعادی بزرگ همراه با رنگ‌های پر زرق و برق با دنیای تبلیغات به رقابت بر می‌خیزد. وبا توجه به دغدغه‌های فرمال روزگارمان و بسان موجودی فرازمینی در نگاه مد پیشتاز و در قالب پاپ آرت با اشیایی روبرو می‌شویم که در تلفیق با سوژه‌های خود به نوعی پویندگی، تشویش و ناهنجاری اشاره دارد.
این مجموعه به تضادهایی اشاره دارد که از یک سو تکیه بر ارزشهای سنتی دارد و از سوی دیگر قادر نیست یا اصلاً خواستش بر این نیست که از دنیای مدرنیته فاصله بگیرد و بر هویت چندگانه اعتراف می‌ورزد و در این میان گچ‌هایی که با تلنگری می‌ریزند و اشیایی تاثیر گذار افراطی و شیک که از پوسته انفعالی خود بیرون آمده‌اند همگی این جمله را زمزمه می‌کند: آن که مثل من هست، آن که مثل من نیست».

## ستایش دیگران
آیدین آغداشلو هنرمند نقاش و محقق هنری در مورد نقاشی‌های زعیم می‌نویسد: 
«تماشای جهان زیبای کهن‌سالی که در معرض ساختارهای مدرن و معاصر صدمه دیده و زخمی شده، نگاه رایجی است در میان ما، و در این روزها. این نگاه حساس شده و احساساتی، گذشته را به نیابت آثار هنری همان دوران، مطلق خوبی فرض می‌کند و جهان مهاجم معاصری را که گذشته مزاحم و دست و پاگیر را می‌روبد و در هم می‌شکند، تحمل نمی‌کند. اما واقعیت امری است و دلتنگی و گم گشتگی هنرمند امری دیگر است. جستجوی گذشته و معنای از کف رفته آن می‌تواند بدل به تمرینی شود از تقلید اصالت سپری شده و دلگرم شدن از تکرار اصالتی که دوامی ندارد و بازسازی آن، معنا را تجدید و تمدید نخواهد کرد. هرچند تماشای حاصل کار هنرمندی که کار جدی می‌کند و حرفی برای گفتن و چیزی برای عرضه کردن دارد همچنان دلپذیر است».